# صموئيل بوغارت
صموئيل بوغارت هو سياسي أمريكي، ولد في 2 أبريل 1797، وتوفي في 11 مارس 1861. انتخب عضو مجلس نواب تكساس ‏ وانتخب عضو مجلس ولاية تكساس ‏.